# Campeonato de Futebol Amador do Vale do Cávado
O Campeonato Amador do Vale do Cávado é um campeonato de futebol amador disputado em Portugal desde 2004 pelos clubes de Concelhos do Vale do Rio Cávado, no Distrito de Braga.
As equipas participantes são totalmente amadoras, não estando registadas em qualquer tipo de Associação, nem estando legalmente constituídas como Associações Desportivas.
A organização do campeonato é realizada através de reuniões semanais entre os representantes de todos os clubes.
O Campeonato é disputado em sistema de todos contra todos a duas voltas, sagrando-se campeão o clube que terminar a época com maior soma de pontos.
Inicialmente com 10 equipas, teve na última competição 17 equipas a participar, tendo já passado nas suas competições 27 equipas, ao longo destas 9 edições.
Nas suas nove edições, este campeonato já teve sete diferentes vencedores. Apenas o Jacarés FC e o GD Penela, conseguiram vencer por 2 vezes.

## Equipas Inscritas na edição atual (2018/2019)[2]
| Nome da equipa         |
| ---------------------- |
| EU Barreiro            |
| Leões Santa Lucrécia   |
| Jacarés FC             |
| Garapoa                |
| Amigos Electro Noval   |
| Pacifistas             |
| E. Ferreiros           |
| Imparáveis FC          |
| GD Penela              |
| U. Rodovia             |
| ARC Caires             |
| A. Movimenta Besteiros |
| Malmequeres            |
| Barros FC              |
| Juventude Gualtar      |
| J. Gualtar             |
| OS Camaradas           |
| ACR Fiscal             |

## Histórico Vencedores
| Ed                               | Época                      | Campeão |
| 1ª \| align="center" \| 2004/05  | Juventude Cubana           |         |
| 2ª \| align="center" \| 2005/06  | Estrelas FC                |         |
| 3ª \| align="center" \| 2006/07  | GD Leões de Santa Lucrécia |         |
| 4ª \| align="center" \| 2007/08  | Jacarés FC                 |         |
| 5ª \| align="center" \| 2008/09  | Crespos                    |         |
| 6ª \| align="center" \| 2009/10  | Jacarés FC                 |         |
| 7ª \| align="center" \| 2010/11  | GD Penela                  |         |
| 8ª \| align="center" \| 2011/12  | GD Penela                  |         |
| 9ª \| align="center" \| 2012/13  | Dukes FC                   |         |
| 10ª \| align="center" \| 2013/14 | Jacarés FC                 |         |
| 11ª                              | Amigos Electro Noval       |         |
| 12ª                              | Amigos Electro Noval       |         |
| 13ª                              | GD Leões Sta Lucrécia      |         |
| 14ª                              | GD Penela                  |         |

## Lista de Vencedores
| Clube                      | Títulos |
| Jacarés FC                 | 2       |
| GD Penela                  | 3       |
| Juventude Cubana           | 1       |
| Estrelas FC                | 1       |
| GD Leões de Santa Lucrécia | 2       |
| Crespos                    | 1       |
| Dukes FC                   | 1       |
| Amigos da Electro Noval    | 2       |
| Amigos da Noite            | 0       |
| ACR Unidos de Fiscal       | 0       |
| ARC Cairense               | 0       |
| Barros FC                  | 0       |
| Dínamo FC                  | 0       |
| Estrelas União Barreiro    | 0       |
| Imparáveis FC              | 0       |
| Juventude de Gualtar FC    | 0       |
| Juventus de Real           | 0       |
| Os Camaradas CF            | 0       |
| Os Tremeladas (SCOT)       | 0       |